# Љубиша Матић
Др Љубиша Матић (Цветојевић, 1930) први је лесковачки лекар специјалиста за физикалну медицину и рехабилитацију.

## Биографија
др Љубиша Матић је на одељење дошао 1969. године, који је као посебну службу за физикалну медицину и рехабилитацију организационо поставио 1970. године, али уз заједничко коришћење просторија зграде са ортопедијом све до 1973. године када се ортопедија уселила у ново саграђену болницу.
Љубиша Матић је рођен 1930. године у Цветојевићу, Крагујевац, где је завршио основну школу. Гимназију је завршио у Крагујевцу, а Медицински факултет 1960. године у Београду. У Лесковцу је радио од 1960. године до пензионисања 1995. године. Специјалистички испит из физикалне медицине и рехабилитације положио је 1969. године у Београду. Био је начелник Службе за физикалну медицину и рехабилитацију до 1995. године. У свом раду показивао је љубав према свом послу, високу стручност, рад и принципијалност. Био је ментор лекарима за објављивање специјалистичког стажа из физикалне медицине и рехабилитације. Добитник је Захвалнице Српског лекарског друштва. Активни члан подружнице СЛД и Црвеног крста. Добитник је Дипломе Републичког одбора Црвеног крста, као и признања спортских организација Лесковца. Председник је Суда части Подружнице СЛД у Лесковцу, члан републичке стручне комисије за рехабилитацију, члан Председништва секције за физикалну медицину и рехабилитацију СЛД у Београду. Примаријус од 1986. године.
Одласком др Матића у пензију на дужност начелника Службе за физикалну медицину и рехабилитацију постављен је др Бранко Стојковић.